# 埃迪·伊扎德
埃迪·伊扎德（Suzy Edward John "Eddie" Izzard，1962年2月7日—）是英國的一位獨角喜劇演員、演員和作家。她出演過眾多的喜劇和電視節目。伊扎德是一位工黨支持者。